# Chronologie de la télévision française des années 2000
 (mai 2025).
Si vous disposez d'ouvrages ou d'articles de référence ou si vous connaissez des sites web de qualité traitant du thème abordé ici, merci de compléter l'article en donnant les références utiles à sa vérifiabilité et en les liant à la section « Notes et références ».
Cette page présente une chronologie de la télévision française des années 2000. Elle rassemble les évènements et les productions françaises ou étrangères (séries, feuilletons, émissions...) qui se sont montrés remarquables pour une raison ou une autre.
Les programmes cités ci-dessous sont indiqués suivant leur année d'apparition ou de première diffusion. Ils peuvent cependant apparaître une seconde fois, en certaines circonstances, comme le changement d'acteur principal pour une série, de présentateur pour une émission, avec indication de cette modification.

## Évènements notables
La plus grande innovation des années 2000 est l'apparition puis la présence en force de la télé réalité dans les chaînes hertziennes privées.
On peut également noter le "mercato" des animateurs de télévision durant l'été 2006, aussi spectaculaire que rare, et qui ne s'était pas produit depuis la création de l'ORTF.

## Émissions

### Émissions de divertissement
- 2 novembre 2006 : Incroyable talent (présenté par Alessandra Sublet) sur M6.

### Émissions de cuisine
- Mai 2004 : Julie cuisine (présenté par Julie Andrieu) sur TF1.
- Mai 2005 : Chef, la recette ! (présenté par Cyril Lignac) sur M6.

### Émissions culturelles
- 25 septembre 2006 : Ce soir (ou jamais !) (présenté par Frédéric Taddeï) sur France 3.

### Émissions de talk-show
- 10 mars 2000 : Vendredi, c'est Julie (présenté par Julie Snyder) sur France 2.
- 19 septembre 2000 : On a tout essayé (présenté par Laurent Ruquier) sur France 2.
- 6 octobre 2000 : On ne peut pas plaire à tout le monde (présenté par Marc-Olivier Fogiel) sur France 3.
- 23 juin 2003 : La Méthode Cauet (présenté par Sébastien Cauet) sur TF1.
- 30 août 2004 : Le Grand Journal (présenté par Michel Denisot) sur Canal+.
- 12 septembre 2006 : T'empêches tout le monde de dormir (présenté par Marc-Olivier Fogiel) sur M6.
- 16 septembre 2006 : On n'est pas couché (présenté par Laurent Ruquier) sur France 2.
- 4 novembre 2006 : Salut les Terriens (présenté par Thierry Ardisson) sur Canal+.
- 3 septembre 2007 : On n'a pas tout dit (présenté par Laurent Ruquier) sur France 2.

### Émissions d'information
- 4 septembre 2000 : Sept à huit (présenté par Laurence Ferrari et Thomas Hugues) sur TF1.
- 20 septembre 2003 : Face à l'image (présenté par Bernard Benyamin et Paul Nahon) sur France 2.
- 11 septembre 2005 : Enquête exclusive (présenté par Bernard de la Villardière) sur M6.
- 23 janvier 2006 : Le 12:50 (présenté par Anne-Sophie Lapix) sur M6.
- 1er octobre 2006 : 66 minutes (présenté par Aïda Touihri) sur M6.
- 2 septembre 2008 : Enquêtes et révélations (présenté par Magali Lunel) sur TF1.
- 4 mai 2009 : 12 infos (présenté par Patrice Boisfer) sur NRJ 12.
- 7 septembre 2009 : Le 19:45 (présenté par Claire Barsacq) sur M6.
- 14 septembre 2009 : 18:30 aujourd'hui (présenté par Laurent Bignolas) sur France 3.

### Émissions destinées à la jeunesse
- 3 septembre 2001 : Les Matins de Dexter (présenté par Dexter) sur Cartoon Network.
- 5 septembre 2001 : KD2A sur France 2.
- 1er avril 2002 : TO3 (présenté par Théo et Luna) sur France 3.
- 21 octobre 2002 : Le monde est scoop (présenté par Vanessa de Clausade et Olivier Ligné) sur Canal J.
- 30 août 2004 : France Truc (présenté par Truque, Truc et Truk) sur France 3.
- 17 décembre 2005 : Mission Père Noël sur Cartoon Network.
- 1er juillet 2006 : Toowam sur France 3.
- 23 décembre 2006 : Un Ticket pour Noël sur Cartoon Network.
- 22 décembre 2007 : Cartoon Maboule sur Cartoon Network.
- 9 septembre 2009 : Staraoke (présenté par Angie Doll et Mathieu Boldron) sur Cartoon Network.
- 18 décembre 2009 : Ludo sur France 3, France 4 et France 5.

### Émissions jeux vidéo
- 2000 : Fun Player (Fun TV)
- 2000 : Game Zone (Game One)
- 2001 : RE-7 (Canal J)
- 2005 : Play Hit (Game One)
- 2006 : Le journal des jeux vidéo (Canal +)
- 2006 : Le Big Show (Game One)
- 2006 : Le JT (Game One)
- 2006 : Next Gen (Europe 2 TV) (Virgin 17)
- 2007 : Retro Game One (Game One)
- 2007 : 101 % (Nolife)
- 2008 : JeuxActu (NT1)
- 2009 : La Totale : Jeux Vidéo fait son Cinéma (NRJ 12)
- 2009 : Gameblog (MCM)
- 2009 : La Raclée (NRJ 12)

### Émissions littéraires
- 5 septembre 2001 : Campus  (présenté par Guillaume Durand) (France 2)
- Culture et dépendances (présenté par Franz-Olivier Giesbert) (France 3)
- Ça balance à Paris (présenté par Michel Field et ses chroniqueurs, dont Mazarine Pingeot) (Paris Première)
- Place aux livres (présenté par Patrick Poivre d'Arvor) (LCI)
- Postface (présenté par Laurent Seksik, Aude Lancelin et Raphaël Sorin)  (I-Télé)
- 7 octobre 2008 :  Au Field de la nuit (présenté par Michel Field sur TF1)

### Émissions politiques
- 100 minutes pour convaincre (présenté par Olivier Mazerolle sur (France 2)
- 6 octobre 2005 : A vous de juger (présenté par Arlette Chabot sur France 2)
- 1er septembre 2006 : Dimanche + (présenté par Laurence Ferrari puis par Anne-Sophie Lapix en septembre 2008 sur Canal+)
- 5 février 2007: J'ai une question à vous poser (présenté par Patrick Poivre D'Arvor sur TF1)

### Émissions scientifiques
- 22 septembre 2002 : On vous dit pourquoi (France 2)
- 1er octobre 2002 : Rayons X (France 2)
- 2003 : Savoir plus Sciences (France 2)
- 18 octobre 2003 : Question science (France 5)
- septembre 2006 : Bouge ta science !
- 11 octobre 2006 : Mondes et Merveilles (France 5)
- 8 septembre 2007 : Science on Tourne...!!! (France 2)
- 7 octobre 2007 : Graine d'explorateur (Arte)
- 11 octobre 2008 : Incroyables Expériences (France 2) et (France 3)
- 25 octobre 2008 : Science X (présenté par Igor et Grichka Bogdanoff) (France 2)
- 19 janvier 2009 : X:enius (Arte)
- 28 mars 2009 : Science 2 (présenté par Igor et Grichka Bogdanoff) (France 2)
- 5 septembre 2009 : ADN : Accélérateur de neurones sur (France 2)

### Émissions sportives
- 30 juillet 2001 : Foot 3 (france 3)
- 7 septembre 2005 : 100 % Foot (M6)
- 7 septembre 2005 : 100 % Girondins (M6)
- 29 juillet 2007 : France 2 Foot
- 31 août 2008 : Canal Football Club (Canal +)

### Émissions de télé réalité avec jeu
- 26 avril 2001 et 11 avril 2002 : Loft Story (présenté par Benjamin Castaldi) (M6)
- 2001 : Les Aventuriers de Koh-Lanta (présenté par Hubert Auriol, puis Denis Brogniart les saisons suivantes) (TF1)
- 27 septembre 2001 : Popstars (M6)
- Octobre 2001 : Star Academy (TF1)
- 2002 : L'Île de la tentation sur TF1.
- 2003 : Greg le millionnaire (TF1)
- 2003 : A la recherche de la nouvelle star (présenté par Benjamin Castaldi) (M6)
- 2003 : Nice People (TF1)
- 2003 : Bachelor, le gentleman célibataire (M6)
- 2004 : Le Chantier (présenté par Véronique Mounier) (M6)
- 2004 : La Ferme Célébrités (TF1)
- 2004 : Les Colocataires (M6)
- 5 février 2005 : Première compagnie (présenté par Laurence Boccolini) (TF1)
- 15 juillet 2005 : Mon incroyable fiancé (TF1)
- 2006 : Jouer n'est pas tromper (Europe 2 TV)
- 2006 : Je suis une célébrité, sortez-moi de là ! (TF1)
- 2006 : The Contender (W9)
- 2006 : Pékin express (M6)
- 2007 : Secret story (TF1)
- 2009 : Love and Bluff : Qui de nous 3 ? sur TF1.

### Émission de télé réalité sans jeu
- 2 septembre 2004 : Le Pensionnat de Chavagnes (M6)
- 25 septembre 2004 : Queer, cinq experts dans le vent (TF1)
- 22 décembre 2004 : Ma nounou est une célébrité (M6)
- Janvier 2005 : Oui chef ! (M6)
- 10 mai 2005 : C'est du propre ! (M6)
- 1er septembre 2005 : Le Pensionnat de Sarlat (M6)
- 2 novembre 2005 : Le Camp des fortes têtes (M6)
- 13 décembre 2005 : Au secours, mon chien fait la loi !
- 26 janvier 2006 : En voilà des manières ! (M6)
- 7 février 2006 : Recherche appartement ou maison (M6)
- Mai 2006 : Madame le chef (M6)
- Juillet 2006: L'amour est dans le pré (M6)

### Jeux
- 3 juillet 2000 : Qui veut gagner des millions ? (présenté par Jean-Pierre Foucault)
- 2000 : Mission : 1 million (présenté par Alexandre Delpérier) (M6)
- 2001 : Attention à la marche ! (présenté par Jean-Luc Reichmann) (TF1)
- 9 juillet 2001 : Le Maillon faible (présenté par Laurence Boccolini) (TF1)
- 1er septembre 2003 : Tout vu tout lu (présenté par Stéphane Thebaut, puis par Marie-Ange Nardi) (France 2)
- 6 janvier 2003 : La Cible (présenté par Olivier Minne) (France 2)
- 6 janvier 2003 : Zone rouge (présenté par Jean-Pierre Foucault) (TF1)
- 12 janvier 2004 : À prendre ou à laisser (présenté par Arthur) (TF1)
- 3 janvier 2005 : Télé la Question (présenté par Virginie Daviaud) (France 3)
- 9 mai 2006 : Carbone 14 (présenté par Ness) (France 2)
- 3 juillet 2006 : Tout le monde veut prendre sa place (présenté par Nagui) (France 2)
- 8 janvier 2007 : 1 contre 100 (présenté par Benjamin Castaldi) (TF1)

## Fiction

### Feuilletons
- 4 juillet 2001 : Méditerranée (TF1)
- 26 juin 2002 : L'Été rouge (TF1)
- 26 août 2002 : Garonne (France 2)
- 17 mars 2003 : La Force du destin
- 2 juillet 2003 : Le Bleu de l'océan (TF1)
- 4 août 2003 : Un été de canicule (France 2)
- 23 juin 2004 : Zodiaque (TF1)
- 9 août 2004 : Le Miroir de l'eau (France 2)
- 8 juin 2005 : Dolmen (TF1)
- 7 juin 2006 : Laura (M6)
- 23 mai 2007 : Suspectes (M6)
- 26 mai 2008 : La Main blanche (TF1)
- 7 juin 2008 : Où es-tu ? (M6)

### Séries
- 2000 : Jacotte (France 3)
- 3 mars 2000 : Alien Nation
- 12 mai 2000 : Cheers
- 12 mai 2000 : Diagnostic : Meurtre
- 13 mai 2000 : All in the Family
- 13 mai 2000 : Tabatha
- 13 mai 2000 : Taxi
- 22 novembre 2000 : Le Cavalier solitaire
- 26 mai 2000 : McMillan
- 1er avril 2001 : Le Fugitif
- 24 décembre 2001 : Malcolm (M6)
- 3 décembre 2002 : Mutant X (TMC)
- 22 mars 2003 : Monk (TF1)
- 6 mars 2004 : C'est comme ça (France 2)
- 22 juin 2004 : MI-5 (Canal +)
- 30 août 2004 : diffusion du 1er épisode de Plus belle la vie (France 3)
- 8 septembre 2004 : Le Monde de Joan (13e rue)
- 25 décembre 2004 : Mysterious Ways : Les Chemins de l'étrange (M6)
- 2004 : Sœur Thérèse.com (TF1)
- 2005 : Perry Mason (1957) (TV Breizh)
- 2 janvier 2005 : Las Vegas (TF1)
- 3 janvier 2005 : Kaamelott (M6)
- 3 janvier 2005 : Arrested Development (TPS Star)
- 4 janvier 2005 : Mon oncle Charlie (Jimmy)
- 30 mars 2005 : Murder City (Paris Première)
- 20 juin 2005 : Meurtres à l'anglaise (Jimmy)
- 23 juin 2005 : Matrioshki : Le Trafic de la honte (M6)
- 25 juin 2005 : Lost, les disparus (TF1)
- 30 juin 2005 : Line of Fire (Canal +)
- 8 septembre 2005 : Desperate Housewives (Canal +)
- 5 novembre 2005 : Doctor Who (France 4)
- 13 décembre 2005 : Engrenages (Canal +)
- 7 janvier 2006 : Charlie Jade (France 4)
- 12 janvier 2006 : R.I.S Police scientifique (TF1)
- 27 janvier 2006 : Médium (M6)
- 23 mai 2006 : Desperate Housewives (M6)
- 31 août 2006 : Prison Break (M6)
- 11 avril 2008 : Mork and Mindy

### Séries jeunesse
- 18 mars 2000 : Marsupilami
- 12 avril 2000 : Flipper et Lopaka
- 2 juillet 2000 : Tweenies
- 2 juillet 2000 : Collège Rhino Véloce
- 30 août 2000 : La Dernière Réserve
- 3 septembre 2000 : Les Aventures d'une Mouche
- 9 septembre 2000 : 64, rue du Zoo
- 27 octobre 2000 : Gaspard et les Fantômes
- 30 octobre 2000 : Mona le vampire
- 7 mars 2001 : Titeuf
- 16 septembre 2001 : Les Nouvelles Aventures de Lucky Luke
- 2 janvier 2002 : Cousin Skeeter
- 3 avril 2002 : Totally Spies
- 1er juillet 2002 : Bob l'éponge
- 3 septembre 2003 : Code Lyoko
- 11 novembre 2003 : Corneil et Bernie
- 17 septembre 2004 : Atomic Betty
- 3 janvier 2005 : Boule et Bill
- avril 2006 : Foot 2 rue
- 8 mai 2008 : Le Club des Cinq : Nouvelles Enquêtes
- 15 décembre 2008 : Il était une fois... notre Terre